# Tulsa County
Tulsa County är ett administrativt område i delstaten Oklahoma, USA. År 2010 hade countyt  603 403 invånare. Den administrativa huvudorten (county seat) är Tulsa. 

## Geografi
Enligt United States Census Bureau så har countyt en total area på 1 520 km². 1 477 km² av den arean är land och 43 km² är vatten.

### Angränsande countyn
- Washington County - nord
- Rogers County - nordost
- Wagoner County - sydost
- Okmulgee County - syd
- Creek County - väst
- Pawnee County &  Osage County - nordväst
- Muskogee County - sydost